# الكأس الممتاز الليبي 2010
بطولة الكأس الممتاز الليبي 2010 هي النسخة الرابعة عشرة من بطولة الكأس الممتاز الليبي، والنسخة الثالثة عشرة من البطولة التي تقام بنظام المباراة الواحدة، وقد فاز فيها نادي الاتحاد بعاشر كأسٍ له وهو تاسع فوز له على التوالي. أقيمت هذه البطولة بين نادي الاتحاد بطل الدوري الليبي الممتاز والنصر بطل كأس الفاتح، وهو ثاني لقاء بينهما، بينما كان الأول في بطولة 2003، وقد لُعبت المباراة على ملعب 11 يونيو في يوم 6 أغسطس 2010 وانتهت بفوز الاتحاد على النصر بنتيجة 3–0.

## المباراة
| الاتحاد                                                       | 3–0   | النصر |
| ------------------------------------------------------------- | ----- | ----- |
| داودا كاميلو 5' · سابول ماني 57' · هشام شعبان 69' (ركلة جزاء) | تقرير |       |